# Zaraasuchus
Zaraasuchus – rodzaj krokodylomorfa z grupy Protosuchia żyjącego w późnej kredzie na terenach Azji. Został opisany w 2004 roku przez Diego Pola i Marka Norella w oparciu o niekompletny szkielet obejmujący tylną część czaszki i żuchwy połączone z kręgami szyjnymi, osteodermami i fragmentami kończyn przednich (IGM 100/1321). Skamieniałości te odkryto w górnokredowych osadach Kanionu Zos na pustyni Gobi w Mongolii. Zaraasuchus był niewielkim, smukłym, lecz opancerzonym krokodylomorfem, ogólną budową przypominał innego późnokregowego krokodylomorfa z terenów Mongolii – Gobiosuchus, od którego odróżniały go głównie cechy czaszki. Czaszka Zaraasuchus była pokryta cienkimi kostnymi grzebieniami. Podobnie jak Gobiosuchus miał stosunkowo bardzo długą szyję. U holotypu Zaraasuchus zachowały się jedynie trzony kości ramiennej i łokciowej, wiadomo jednak, że kończyny przednie były, tak jak u Gobiosuchus, bardzo długie i smukłe. Analiza filogenetyczna przeprowadzona przez Pola i Norella sugeruje, że Zaraasuchus i Gobiosuchus są taksonami siostrzanymi, a klad Gobiosuchidae, obejmujący te dwa rodzaje, łączy 14 synapomorfii. Analiza nie wspiera monofiletyzmu grupy Protosuchia – Gobiosuchidae są bliżej spokrewnione z Mesoeucrocodylia niż z kladem obejmującym Orthosuchus, Hemiprotosuchus, „takson z Kayenta” i protozucha. Oprócz Zaraasuchus i Gobiosuchus w późnej kredzie na obecnych terenach Mongolii żył także inny bazalny krokodylomorf Zosuchus, być może również kiepsko poznany Artzosuchus.
Nazwa Zaraasuchus pochodzi od słowa zaraa, oznaczającego po mongolsku „jeż”, oraz greckiego souchos („krokodyl”). Nazwa gatunkowa gatunku typowego, shepardi, honoruje Richarda Sheparda, który przez wiele lat wspierał ekspedycje na pustynię Gobi.